# 白米城
白米城（はくまいじょう）は、日本各地の城に残る類似した伝承。あるいは、そうした伝承が残る城の通称。また、城の名前。

## 概要
山城の落城を語る伝説で、籠城戦で敵に包囲されて水を断たれた時に、城にはまだ水が豊富にあると攻め手を欺瞞するため、兵糧の白米を水に見立てたというもの。攻撃側から見えるように白米を流し落として滝に見せたり、馬を白米で洗う光景を見せたりした。
結末としては、鳥が白米をついばんだり、内通者が密告したりして欺瞞が露呈する場合が殆どである。しかし、欺瞞が成功して、水源遮断の効果がないと判断した攻め手が包囲を解くパターンもある。

## 起源
この伝説のある場所から焼き米が出土する場合があり、事実と信じられることもあるが、語り物などにより全国各地に伝播された話であり史実ではないと見られている。柳田國男は、口寄せたちにより創作された物語と推測した。
また、中国（呉）の伍子胥が、土を盛った上に薄く米で覆って米の山があるように見せかけたという「兵糧塚伝説」が起源だとする説もある。この説によると、この兵糧塚伝説が朝鮮に伝わって「洗馬台伝説」（文禄の役で加藤清正に攻められた権慄が、山上で馬を白米で洗うことで敵を欺いたという伝説）となり、百済系の渡来人を通じて日本に入ってきたと考えられている。

## 分布
北海道南東部を除く日本各地に広く分布しており、特に地方の軍記物に記録されている例が多い。

### 伝説が残る主な城
- 岩切城 - 宮城県仙台市[6]
- 逆井城 - 茨城県坂東市
- 松山城 - 埼玉県吉見町
- 石神井城 - 東京都練馬区
- 枡形城 - 神奈川県川崎市多摩区
- 葛山城 (信濃国) - 長野県長野市
- 戸石城 - 長野県上田市
  - 「砥石米山城まつり」では村上義清が白米で馬を洗った「白米伝説」を再現するイベントがある[7]。
- 神之峰城 [8] - 長野県飯田市
- 阿寺城 - 岐阜県中津川市
- 阿坂城 - 三重県松阪市
- 天霧城 - 香川県善通寺市
- 神森城 - 高知県高知市
- 赤谷山城 - 岐阜県郡上市

その他
石見国の青屋友梅の居城を攻めた毛利元就が、白米で馬を洗って水の窮乏を欺こうとした友梅の策を見破ったと伝わる。

### 実際に白米城という名前の城
- 平田城 (豊前国) - 大分県中津市耶馬溪町……平田城というのは最近の呼称であり、白米城[注釈 1]というのが本当である。[10]